# Inquisition de Goa
 (février 2017).
Si vous disposez d'ouvrages ou d'articles de référence ou si vous connaissez des sites web de qualité traitant du thème abordé ici, merci de compléter l'article en donnant les références utiles à sa vérifiabilité et en les liant à la section « Notes et références ».
L'Inquisition de Goa (en portugais : Inquisição de Goa) est la branche principale de l'Inquisition portugaise en Inde portugaise entre 1560 et 1812. 

## Synthèse
Elle a débuté en 1560 et a pris fin en 1812 après une interruption de 1774 à 1778. Son but était de traquer parmi les convertis au christianisme ceux qui conservaient un culte de leur religion antérieure. L'Inquisition était un moyen de contrôle sur la population chrétienne, ainsi qu'une source de discrimination contre les hindous et les musulmans. Au moins 16 202 personnes seront convoquées par le tribunal de l'Inquisition. Ce nombre inclut 57 mises à mort et 64 exécutions en effigie. Toutefois, ces chiffres pourraient éventuellement être revus à la hausse puisque le sort d'un grand nombre de personnes jugées reste inconnu dû à la destruction des dossiers par les autorités portugaises lors de la dissolution du tribunal.

## Contexte
En 1492, Ferdinand et Isabelle, les Rois catholiques décident l'expulsion des Juifs d'Espagne, qui se réfugient en nombre au Portugal. Les idées pro-Inquisition se répandent au Portugal, et en 1497, le Roi ordonne la conversion forcée des Juifs.  L'Inquisition est chargée de vérifier la réalité des conversions, et est dirigée notamment par les jésuites. 
Avec l'expansion coloniale espagnole et portugaise, l'Inquisition s'implante également dans les colonies, sous patronage portugais (Padroado).
Une des objectifs est de promouvoir en exclusivité la foi chrétienne catholique : évangélisation, construction d'églises, soutien aux missions catholiques.
En 1510, Afonso de Albuquerque prend le contrôle de Goa, et l'évangélisation commence en 1515. La bulle de Nicolas V Romanus pontifex accorde au Portugal la responsabilité de l'évangélisation, y compris par la force.

## Histoire
Un premier ordre de destruction d'un temple hindou pour être transféré aux missionnaires est daté du 30 juin 1541.
Jean III, le 8 mars 1546, interdit l'hindouisme et ses célébrations, ordonne la destruction des temples et expulse le clergé hindou des possessions portugaises d'Inde : inquisition préventive et punitive. 
Le Cardinal Henrique du Portugal envoie en 1560 Aleixo Díaz Falcão comme premier inquisiteur.
En 1566, 160 temples hindous sont détruits (desfeitos e queimados) sur les îles de Goa. 300 autres sont rasés en 1566-1567. 700 en tout semblent avoir été détruits vers 1700, sur les territoires contrôlés par les Portugais en Inde, avec confiscation et destruction d'objets considérés comme sacrés.
Les objets sacrés bouddhistes sont pillés également à Ceylan. Ainsi une supposée dent de Bouddha est volée lors d'une attaque portugaise au Nord de Ceylan. Le roi de Pégou (Birmanie) en offre une somme énorme pour la racheter, mais les Portugais préfèrent une cérémonie extravagante de destruction de la dent de singe.
Un antisémitisme régulait l'arrivée des Juifs dans le sous-continent indien. La conversion au christianisme est souvent jugée  frauduleuse. En 1519, le roi Manuel promulgue des lois interdisant aux nouveaux chrétiens (originaires du Portugal) d'accéder à des postes importants (juges, administrateurs...).
En 1565, le vice-roi Dom Antao de Noronha interdit aux Juifs d'entrer dans les territoires portugais en Inde et accentue les mesures antisémites.
Les catholiques locaux sont suspectés de doctrines et de pratiques hérétiques, pratique secrète ou syncrétisme, comme à Goa refus de manger de la viande, porcine ou bovine.
Des formes de ségrégation se mettent en place : mépris (nègres, chiens), surveillance, dénonciation, répression, exil (en territoires indiens non portugais) aussi bien de croyants que de pratiquants et de servants.
Le Synode de Diamper (Kerala, 1599) décrète la conversion forcée des chrétiens de saint Thomas de rite syrien au catholicisme, pour suspicion de tendance au nestorianisme décrété hérétique au deuxième concile d'Éphèse (449) : interdiction d'utilisation des langues syriaque et araméenne, persécutions, révolte Nasrani de 1653, et perte de Goa en 1663 au profit des Hollandais.
L'inquisition goanaise frappe également des Chrétiens hors possession portugaise, comme tel prélat français de madras, ainsi que le médecin Charles Dellon, qui rapporte sa captivité dans le livre célèbre L'Inquisition de Goa (1687).

## Citation(s)
Voltaire a déclaré sur l'Inquisition à Goa, :
« Goa est malheureusement célèbre par son Inquisition, également contraire à l'humanité et au commerce. Les moines portugais firent accroire que le peuple adorait le diable, et ce sont eux qui l'ont servi. »